# Rhyacophila shingripa
Rhyacophila shingripa är en nattsländeart som beskrevs av Schmid 1970. Rhyacophila shingripa ingår i släktet Rhyacophila och familjen rovnattsländor. Inga underarter finns listade i Catalogue of Life.